# Gewoon Vrienden
Gewoon Vrienden là một bộ phim Hà Lan có chủ đề LGBT 2018, (tiếng Anh: Just Friends), và được chỉ đạo bởi đạo diễn người Hà Lan Ellen Smit (tên đầy đủ Annemarie van de Mond) và ngôi sao Josha Stradowski trong vai Joris và Majd Mardo trong vai Yad. Bộ phim được trình chiếu vào đêm khai mạc Liên hoan phim Queer quốc tế Perth và giành giải thưởng Khán giả sau khi trình chiếu tại MIX Liên hoan phim đồng tính và đồng tính quốc tế Milano.

## Tóm tắt
Joris (do Josha Stradowski thủ vai) là một chàng trai trẻ người Hà Lan đang cố gắng thỏa thuận với cái chết của cha mình sau gần 10 năm. Người mẹ mạnh mẽ của anh không thể không bỏ qua cảm xúc của anh. Trong khi đó, Yad, một anh chàng tị nạn Syria trẻ tuổi (do Majd Mardo thủ vai), người định cư ở Hà Lan, được thuê để làm việc vặt cho bà ngoại của Joris Ans (do Jenny Arean) thủ vai. Yad đã trở về từ Amsterdam để sống cùng gia đình và có vấn đề với chính sự giáo dục truyền thống của họ. Mặc dù rất khác nhau, có một tia sáng tức thời giữa hai người thông qua âm nhạc và thể thao, chủ yếu là lướt web và khi tình cảm của họ đối với nhau tăng lên, họ cảm thấy họ không chỉ là "chỉ là bạn bè". Mặt khác, mẹ của họ đe dọa sẽ gây nguy hiểm cho mối quan hệ này giữa hai chàng trai trẻ. Vì áp lực gia đình, họ bị suy sụp, nhưng mọi thứ trở nên tốt đẹp hơn sau khi Joris được giải hòa với cái chết của cha mình.

## Diễn viên
- Josha Stradowski vai Joris
- Majd Mardo vai Yad
- Jenny Arean vai Ans
- Tanja Jess vai Simone
- Melody Klaver vai Moon
- Mohamad Alahmad vai Elias
- Nazmiye Oral vai Maryam
- Elène Zuidmeer	vai Fientje
- Roscoe Leijen vai Gerlof
- Sjoerd Dragtsma vai Mitch
- Younes Badrane	vai Trainer
- Stan Gobel vai Young Joris
- Renske Hettinga vai Young Moon
- Anne Prakke vai Bart
- Sonia Eijken vai Lely
- Malcolm Hugo Glenn vai Erwin
- Tessa du Mee vai Crematory clerk
- Justin Mooijer	vai Bạn của Yad